# Сан Брицио (Перуђа)
Сан Брицио је насеље у Италији у округу Перуђа, региону Умбрија.
Према процени из 2011. у насељу је живело 256 становника. Насеље се налази на надморској висини од 249 м.